# BBÖ 162
Die Dampflokomotivreihe 162 war eine Tenderlokomotivreihe der BBÖ, deren Lokomotiven ursprünglich von der Militärbahn Felixdorf–Blumau stammten.
Diese beiden Lokomotiven waren in Aufbau und Abmessungen ähnlich denen der von der Österreichischen Nordwestbahn beschafften, später als kkStB 162 bezeichneten Lokomotiven, von denen aber keine mehr zur BBÖ kam. Sie wurden 1928 von der Militärbahn Felixdorf-Blumau übernommen und von der BBÖ als Reihe 162 bezeichnet.
Nach der Angliederung Österreichs an das Deutsche Reich im Jahr 1938 ordnete sie die Deutsche Reichsbahn als 98.1201–1202 in ihren Bestand ein.
Die beiden Maschinen wurden 1953 von den ÖBB ausgemustert, bevor ihnen eine ÖBB-eigene Reihennummer zugewiesen wurde.